# Michael Turtur
Michael Colin Turtur OAM (ur. 2 lipca 1958 w Adelaide) – australijski kolarz torowy, złoty medalista olimpijski.

## Kariera
Największy sukces w karierze Michael Turtur odniósł w 1984 roku, kiedy wspólnie z Deanem Woodsem, Michaelem Grendą i Kevinem Nicholsem wywalczył złoty medal w drużynowym wyścigu na dochodzenie podczas igrzysk olimpijskich w Los Angeles. Był to jego jedyny start olimpijski. Ponadto na rozgrywanych dwa lata wcześniej igrzyskach Wspólnoty Narodów w Brisbane zdobył trzy medale: złote w indywidualnym i drużynowym wyścigu na dochodzenie oraz brązowy w wyścigu na dystansie 10 mil. Nigdy jednak nie zdobył medalu na torowych mistrzostwach świata.
Po zakończeniu kariery został działaczem. Od 1999 roku jest dyrektorem sportowym Tour Down Under, a w latach 2008-2012 był prezydentem Kolarskiej Konfederacji Oceanii. 26 stycznia 1985 roku otrzymał Order of Australia.